# John Maddox
John Royden Maddox, FRS (27 de novembro de 1925 – 12 de abril de 2009) foi um químico teórico, físico e escritor científico britânico. Foi editor da revista Nature por 22 anos, de 1966 a 1973 e de 1980 a 1995.
Uma de seus trabalhos escritos é intitulado "O que falta descobrir?" na qual debate assuntos relacionados a ciência. Ele divide o livro em três partes: Matéria, Vida e Nosso Mundo.